# S&P/ASX 20
El S&P/ASX 20 es un índice bursátil de compañías que cotizan en el mercado de valores de Australia (Australian Securities Exchange) de Standard & Poor's. El índice S&P/ASX 20 está compuesto por las 20 mayores compañías por capitalización de mercado. Es parte del índice mundial S&P Global 1200. Todas las 20 empresas del índice se incluyen en el S&P/ASX 50 a septiembre de 2007.

## Composición
| Símbolo | Compañías                                       | Sector                      |
| ------- | ----------------------------------------------- | --------------------------- |
| AMP     | AMP Limited                                     | Finanzas                    |
| ANZ     | Australia and New Zealand Banking Group Limited | Finanzas                    |
| BHP     | BHP Billiton Limited                            | Materiales                  |
| BXB     | Brambles Limited                                | Industrial                  |
| CBA     | Commonwealth Bank of Australia Limited          | Finanzas                    |
| CSL     | CSL Limited                                     | Salud                       |
| FGL     | Foster's Group Limited                          | Bienes de primera necesidad |
| MQG     | Macquarie Group Limited                         | Finanzas                    |
| NAB     | National Australia Bank Limited                 | Finanzas                    |
| NCM     | Newcrest Mining Limited                         | Materiales                  |
| ORG     | Origin Energy Limited                           | Energía                     |
| QBE     | QBE Insurance Group Limited                     | Finanzas                    |
| RIO     | Rio Tinto Limited                               | Materiales                  |
| SUN     | Suncorp Limited                                 | Finanzas                    |
| TLS     | Telstra Corporation Limited                     | Telecomunicaciones          |
| WBC     | Westpac Banking Corporation Limited             | Finanzas                    |
| WDC     | Westfield Group                                 | Finanzas                    |
| WES     | Wesfarmers Limited                              | Bienes de primera necesidad |
| WOW     | Woolworths Limited                              | Bienes de primera necesidad |
| WPL     | Woodside Petroleum Limited                      | Energía                     |